# Ner'zhul
Ner'zhul è un personaggio dell'universo di Warcraft creato da Blizzard Entertainment. Viene introdotto in Warcraft II: Beyond the Dark Portal, ed è presente nei romanzi L'ascesa dell'Orda e Arthas - L'ascesa del Re dei Lich, di Christie Golden, e in Oltre il Portale Oscuro, di Golden e Aaron Rosenberg. Appare anche in buona parte del materiale della serie restante, nelle vesti di Re dei Lich.
Originariamente il più importante sciamano degli orchi, venne ingannato da Kil'jaeden e formò l'Orda, portando gli orchi verso la dominazione demoniaca. Dopo la Seconda Guerra aprì numerosi portali a Draenor, causando un cataclisma che lo trasformò nelle Terre Esterne. Dopo ciò, venne trasformato da Kil'jaeden nel Re dei Lich.

## Storia

### La nascita dell'Orda
Originariamente, Ner'zhul era il capo del clan Torvaluna, nonché uno degli sciamani più rispettati fra tutti gli orchi; aveva la capacità di parlare con gli spiriti dei defunti, e nelle occasioni in cui i clan orcheschi si riunivano fungeva ufficiosamente da capo. La società orchesca, al tempo, si componeva di varie tribù sostanzialmente indipendenti e nomadi, ed era accentrata sullo sciamanesimo; gli orchi vivevano in pace nel mondo di Draenor assieme a numerose altre razze, fra le quali i draenei. Questi ultimi erano da tempo immemore braccati da Kil'jaeden, membro di spicco della demoniaca Legione Infuocata: quando Kil'jaeden trovò i draenei, trovò anche gli orchi, e decise di prendere due piccioni con una fava: reclutare gli orchi nelle file della Legione, e usarli per sterminare i draenei.
Kil'jaeden apparve così a Ner'zhul nelle sembianze dello spirito di Rulkan, la sua compagna deceduta, da cui effettivamente lo sciamano era spesso raggiunto in visioni. In questa veste, Kil'jaeden convinse Ner'zhul che i draenei - con i quali gli orchi avevano contatti solo sporadici, e la cui magia sembrava loro incomprensibile - stavano complottando contro la sua razza. In seguito, prese ad apparirgli semplicemente come Kil'jaeden, e cominciò anche ad insegnargli la magia stregonesca; giocando con i dubbi e la sete di potere di Ner'zhul, Kil'jaeden lo spinse a riunire tutti i clan degli orchi e a portarli in guerra contro i draenei.

### Ascesa di Gul'dan
(Ner'zhul, nella lettera a Durotan)
Ner'zhul però cominciò ad avere dei dubbi: in primo luogo, anche se era convinto di stare aiutando la sua gente e di ricevere così un potere che sapeva di meritare, era stranito dal fatto che gli antenati non gli parlavano più e gli spiriti si erano fatti distanti. Inoltre, trovava sospetta la sorprendente coincidenza di aspetto fra Kil'jaeden e i draenei, e il suo odio tanto profondo e personale per il loro capo, Velen, sconcertante per un essere divino. In cerca di risposte, Ner'zhul tentò di comunicare con i suoi antenati alla "Montagna degli Spiriti", Oshu'gun: fu sconvolto quando gli antenati lo accolsero come un mostro, e la vera Rulkan gli rivelò la verità: Kil'jaeden aveva mentito, non vi era alcun complotto dei draenei, gli antenati non supportavano la guerra che aveva scatenato e lui li aveva delusi completamente.
Ner'zhul decise di sfidare Kil'jaeden ma Gul'dan, il suo apprendista, lo aveva seguito e aveva scoperto tutto: avido del suo potere, informò Kil'jaeden dell'intento dello sciamano: il demone allora elevò Gul'dan alla posizione di Ner'zhul e privò quest'ultimo di ogni potere, costringendolo a guardare impotente mentre la sua razza scivolava nella sete di sangue e abbandonava lo sciamanesimo, e ad assistere alla nascita dell'Orda e del Concilio dell'Ombra, conscio di tutti i loro segreti ma incapace di agire.
Gul'dan però fu imprudente: pensando Ner'zhul completamente impotente, gli permise l'accesso a tutti i documenti del Concilio dell'Ombra. Ner'zhul scoprì il piano di Kil'jaeden di contaminare gli orchi con il sangue di Mannoroth, ma la precaria posizione dello sciamano e lo strapotere di Gul'dan avrebbero fatto in modo che nessun capoclan desse ascolto ai suoi avvertimenti, eccetto uno. Avvertito da Ner'zhul tramite un messaggio, Durotan rifiutò di far bere al suo clan, i Lupi Bianchi, il sangue del demone e lo salvò dalla corruzione. Durotan e la sua compagna Draka erano gli unici a conoscenza delle azioni riparatorie di Ner'zhul, un segreto che morì con loro.

### La distruzione di Draenor
(A Teron Malacarne)
Da quel momento, Ner'zhul passò del tutto in secondo piano. Fu gravemente ferito dall'esplosione del Portale Oscuro, quando esso venne chiuso dalle forze dell'Alleanza alla fine della Seconda Guerra. L'ex sciamano passò due anni a nascondersi con il suo clan (di cui aveva riguadagnato il controllo, dopo la morte di Gul'dan) nella Valle di Torvaluna, mentre gli altri clan lottavano tra loro, non avendo altri nemici contro cui sfogare la propria sete di sangue. Ner'zhul cominciò ad avere "visioni di morte", e si dipinse un teschio sulla faccia.
La svolta si ebbe quando il cavaliere della morte Teron Malacarne fece visita a Ner'zhul: anche se Ner'zhul disprezzava Teron (per essere stato apprendista di Gul'dan e stregone), era stupito dal suo strano stato di non morte, e il cavaliere lo convinse a cercare di aprire altri portali verso altri mondi, per guidare l'Orda alla loro conquista. Per fare ciò, Ner'zhul aveva bisogno di determinati artefatti: il Teschio di Gul'dan, il Libro di Medivh, lo Scettro Ingemmato di Sargeras e l'Occhio di Dalaran. Teron ottenne tutti gli artefatti richiesti e Ner'zhul li usò per manipolare l'energia di Draenor e aprire, tutti in una volta, diversi portali. L'energia rilasciata dal processo fu troppa per il pianeta, e causò un cataclisma di proporzioni titaniche, che lo strappò a brandelli e lo mandò a orbitare nella Distorsione Fatua. Ner'zhul, folle di potere, dichiarò che lui stesso era "l'Orda" e ordinò a quelli che l'avevano aiutato nel rituale di seguirlo in uno dei portali o restare a morire, abbandonando così tutti gli altri orchi di cui ormai non gl'importava più nulla.

### Come Re dei Lich
Tuttavia, Kil'jaeden lo aspettava dall'altra parte: l'arcidemone catturò Ner'zhul e lo torturò terribilmente fino a che l'orco non accettò di nuovo di servire la Legione. Kil'jaeden prese lo spirito di Ner'zhul, lo legò ad un'armatura magica e, rinchiusolo in un blocco di ghiaccio, lo scagliò nel mondo di Azeroth, mandandolo a schiantarsi sulla vetta di Corona di Ghiaccio: così nacque il Re dei Lich.
In questa veste, Ner'zhul creò il Flagello dei non morti e, tramite il suo primo cavaliere della morte, Arthas Menethil, si liberò nuovamente dal giogo della Legione. Fusosi con Arthas tempo dopo la Terza Guerra, Ner'zhul intendeva cooperare con lui, ma Arthas, invece, consumò il suo spirito, divenendo lui solo il Re dei Lich.

## Universo alternativo
Nell'universo alternativo che appare in Warlords of Draenor, l'Orda viene salvata dalla corruzione demoniaca grazie all'intervento di Garrosh Malogrido, e viene ribattezzata "Orda di Ferro". Ner'zhul, alla testa del clan Torvaluna, si unisce ad essa e tenta di controllare il potere della Stella Oscura, un artefatto intriso delle energie del vuoto. Il piano viene sventato grazie al sacrificio di Velen, e Ner'zhul viene successivamente ucciso da avventurieri.